# Sanspèlga-Mossi
Ne doit pas être confondu avec Sanspèlga-Marancé.
Sanspèlga-Mossi est une localité située dans le département de Séguénéga de la province du Yatenga dans la région Nord au Burkina Faso.

## Santé et éducation
Le centre de soins le plus proche de Sanspèlga-Mossi est le centre de santé et de promotion sociale (CSPS) de Zomkalga-Marancé tandis que le centre médical avec antenne chirurgicale (CMA) se trouve à Séguénéga.
Le village possède une école primaire publique.